# Абдусаламов, Магомедхабиб Магомедович
Магомедхабиб Магомедович Абдусаламов (род. 1 мая 2003, Махачкала) — российский футболист, нападающий клуба «Родина».

## Биография

### Клубная карьера
Родился и начал заниматься футболом в Махачкале. В 7 лет приехал на просмотр в московский ЦСКА, но в итоге остался в клубе «Родина». За основный состав команды дебютировал в возрасте 16 лет, 16 июля 2019 года в матче 1-го тура первенства ПФЛ против клуба «Ленинградец», отметившись в дебютной игре голевой передачей. В августе в матчах 6 и 7 тура дважды отметился дублем после выхода на замену, оба раза принеся победу своей команде. За время выступления Абдусаламова в «Родине», несколько раз публиковалась информация об интересе к нему со стороны ведущих клубов Европы. Также он стал первым игроком команды, вызванным в юношескую сборную России.
19 июля 2021 года стал известно о переходе игрока в кипрский «Пафос». Дебютировал за новый клуб 21 августа в матче первого тура чемпионата Кипра против «АПОЭЛа» (4:0), в котором отметился голевой передачей и был заменён на 61-й минуте.

### Карьера в сборной
В октябре 2019 года принял участие в трёх матчах сборной России до 17 лет в рамках отборочного турнира чемпионата Европы 2020 и отметился хет-триком в игре против Сан-Марино.